# 閤樂祠
閤樂祠位於四川省自貢市沿灘區，文物遺址年代判定為清。2012年7月16日公佈為第八批四川省文物保護單位。

## 簡介[2]
閣樂祠位於四川省自貢市沿灘區永安鎮鰲頭鋪社區，坐東南向西北，是一處清代祠堂建築，修建於清咸豐元年（1851）。建築為磚木結構，小青瓦屋面，占地面積1403平方公尺。整體建築南北進深34.5公尺，東西闊42.2公尺，沿中軸線依次分佈，呈多個四合院佈局。正廳、榭和中廳系懸山式屋頂，抬梁穿斗式混合構架。石雕、木雕分佈於整個建築，十分精美，大多保留完好，以高浮雕為主，內容以《三國》故事和唐宋詩詞為主題。閣樂祠系湖南籍客商定居而建，也為永安各祠堂會館聚會娛樂之用，故名閣樂祠，有歡聚共樂之意。1997年，閣樂祠被自貢市人民政府公佈為市級文物保護單位。